# Córrego Ribeirão Jaguaré
O Córrego Ribeirão Jaguaré é um Rio localizado na Zona Oeste de São Paulo nos bairros: Rio Pequeno e Jaguaré, este rio percorre por toda extensão da Avenida Escola Politécnica, o rio fica no meio da avenida. O rio inicia-se próximo do km 17 da Rodovia Raposo Tavares no Bairro Rio Pequeno e deságua no Rio Pinheiros na Altura do Bairro Jaguaré próximo do portão 2 da Cidade Universitária da USP. No Bairro do Jaguaré, este córrego segue por galerias canalizadas até onde deságua no Rio Pinheiros, já no Bairro Rio Pequeno o mesmo aberto. O Bairro Rio Pequeno tem este nome por causa do córrego, pois na época que a região estava sendo habitada, este córrego era a referencia da região.